# Two Sisters (Fiction Plane)
Two Sisters is een nummer van de Britse rockband Fiction Plane uit 2007. Het is de eerste single van hun tweede studioalbum Left Side of the Brain.
"Two Sisters" gaat, zoals de naam al aangeeft, over een man die verliefd wordt op twee zussen, maar niet weet welke te kiezen.. Het nummer werd enkel in het Nederlandse taalgebied een bescheiden hitje. Het werd 3FM Megahit en werd op dat station ook veel gedraaid. Toch bereikte het de Nederlandse Top 40 niet, het bleef steken op een 3e positie in de Nederlandse Tipparade. In Vlaanderen kwam het nummer een plekje lager in de Tipparade.